# Lubok

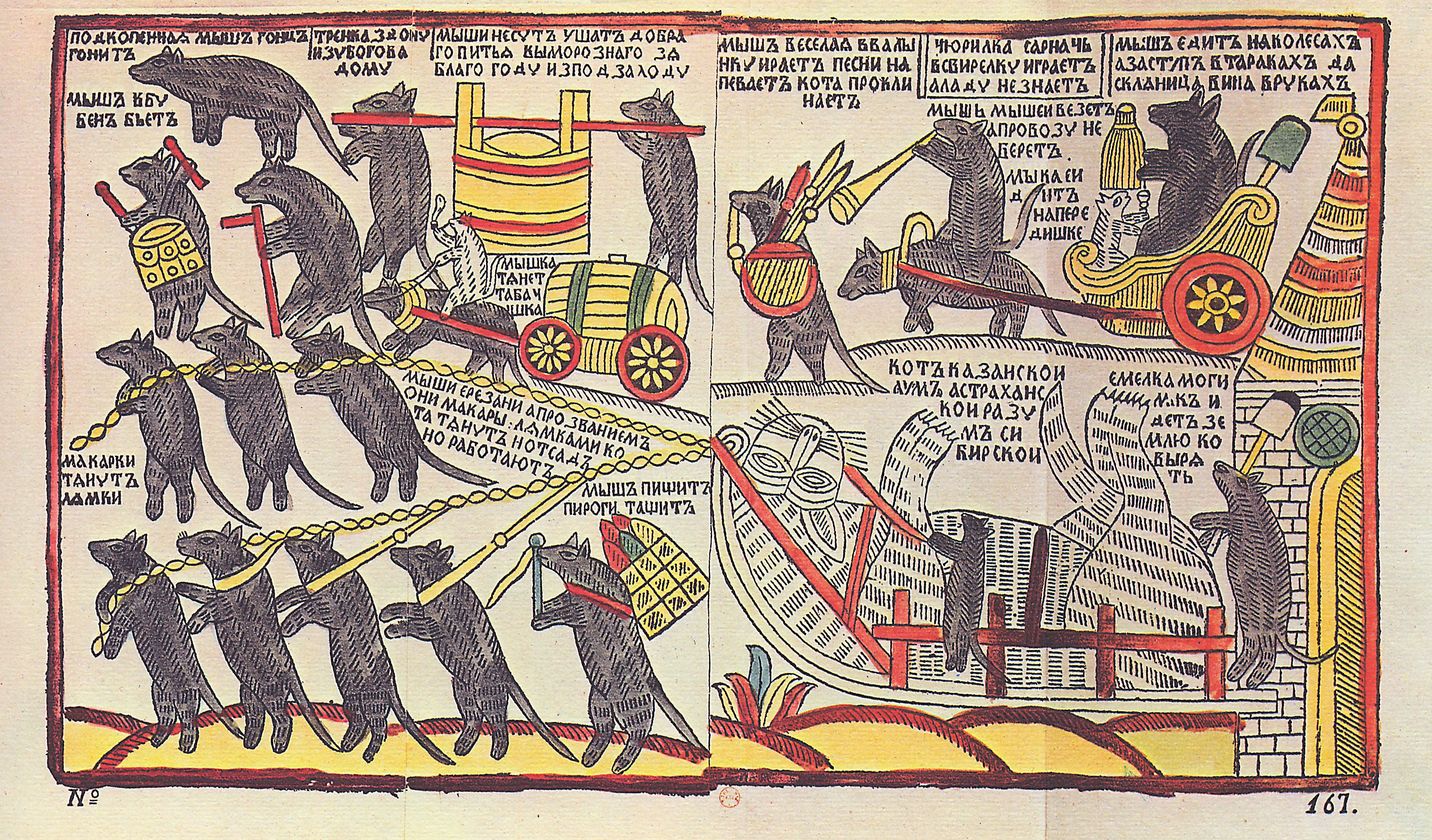
„Die Mäuse beerdigen die Katze“, ein Lubok von 1760. Der Text über der Katze lautet: „Die Katze von Kasan, der Verstand von Astrachan, die Weisheit von Sibirien“ (eine Parodie auf den vollständigen Titel des russischen Zaren). Dieses Blatt wurde für eine von seinen Gegnern lancierte Karikatur auf das Begräbnis Peters des Großen gehalten. Heute nehmen die Volkskundler an, dass es sich um eine satirische Umkehrung im Sinne von „die Welt auf den Kopf stellen“ handelt.

Ein Lubok (russisch лубок, Plural Lubki, deutsch Lindenholztafel) ist ein russischer Volksbilderbogen mit satirischem, informativem, patriotischem oder sozialkritischem Charakter. Die überwiegend als Einblattdruck hergestellten populären Druckgrafiken waren von Mitte des 17. Jahrhunderts bis Anfang des 20. Jahrhunderts in Russland verbreitet und wurden von anonymen Künstlern aus dem Volk geschnitten oder radiert und meist nachträglich von Hand koloriert. Zusätzlich zu den Bildern wurden die volkstümlichen Drucke oft mit kurzen Geschichten versehen, die die Darstellungen erläuterten. Der reduzierte Text und die plakative Gestaltung charakterisieren diese Kunstart.

## Beschreibung
Die ursprünglichen Lubki waren Einblattholzschnitte. Das Wort Lubok (von russisch Луб, deutsch Lindenbast) bezeichnete die Bretter aus Lindenholz, aus denen die Holzstöcke zum Drucken der Blätter hergestellt wurden. Später wurden die Holzschnitte meist durch Kupferstiche oder Radierungen ersetzt, Techniken, die detailliertere und komplexere Drucke ermöglichten. Nach dem Druck auf Papier wurden die Bilder mit magerer Tempera per Hand koloriert. Während die Drucke in der Regel sehr einfach und schmucklos waren, wurde das Endprodukt durch den Einsatz der Temperafarbe überraschend hell und wies lebendige Farben und Linien auf. Die kräftige Farbgebung der ersten frühen Holzschnitte ging in gewissem Maße mit dem Übergang zu detaillierteren Gravierungen verloren. Der polnische Wissenschaftler Alexander Boguslawski vertrat die Auffassung, dass der Lubok-Stil „eine Kombination aus russischer Ikonenmalerei und den Ideen und Themen der westeuropäischen Holzschnitte“
sei.
Der Volkskundler und Jurist Dmitri Rowinski ist für seine Arbeiten zur Katalogisierung der Lubki bekannt. Sein System ist sehr detailliert und umfangreich. Seine wichtigsten Kategorien sind folgende: Ikonen und Illustrationen des Evangeliums; die Tugenden und die Laster der Frauen; Lehre, Schrift und Zahlen; Kalender und Almanache; leichte Lektüre; Romane, Sagen und Heldenlegenden; Geschichten über die Passion Christi, das Jüngste Gericht und die Leiden der Märtyrer; Volksfeste einschließlich der Masleniza-Festwoche, Marionetten-Komödien, Trunkenheit, Musik-, Tanz- und Liebhaberaufführungen; Witze und Satiren im Zusammenhang mit Iwan dem Schrecklichen und Peter I.; Satiren aus ausländischen Quellen, volkstümliche Gebete und von der Regierung verbreitete Informationsschriften, einschließlich Proklamationen und Nachrichten. Viele Lubki können in mehrere dieser Kategorien eingeordnet werden.

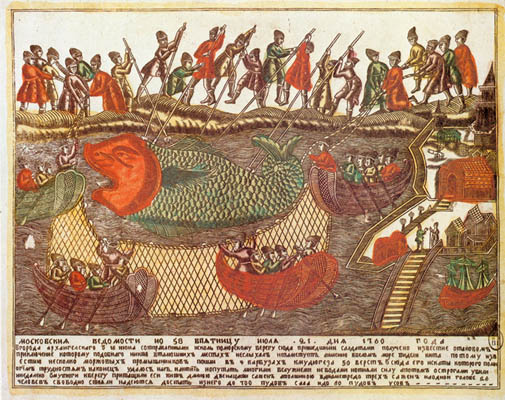
Ein Wal im Weißen Meer. Russischer Lubok, 1760.
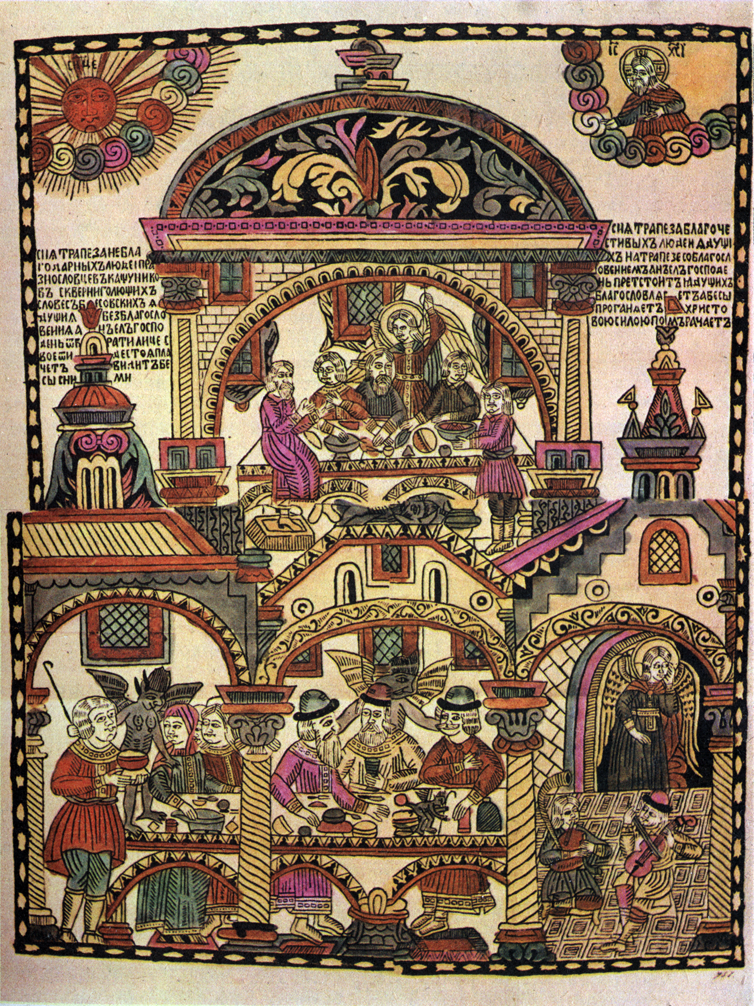
Das Mahl der Frommen und der Ungläubigen. Lubok aus dem 18. Jahrhundert.
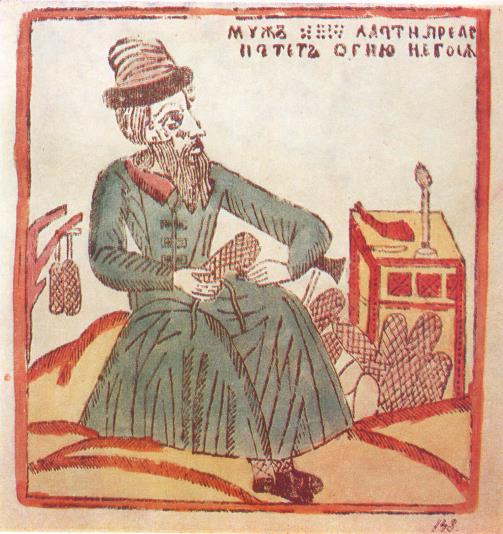
Ein Muschik macht Lapti (Fußbekleidung im Russland des 18. und 19. Jahrhunderts). Lubok aus dem 18. Jahrhundert.
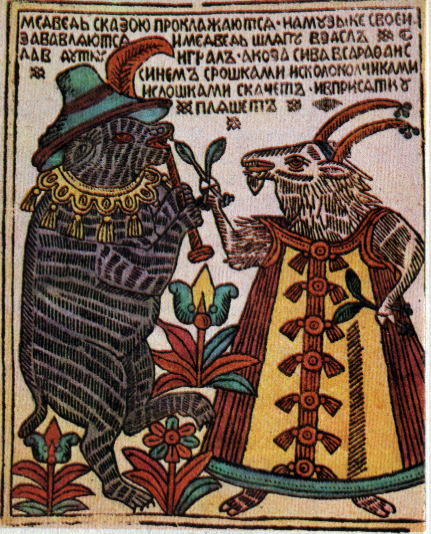
Der Bär und die Ziege vergnügen sich. Lubok, Erste Hälfte 19. Jahrhundert, kolorierter Kupferstich, 45 × 36 cm.
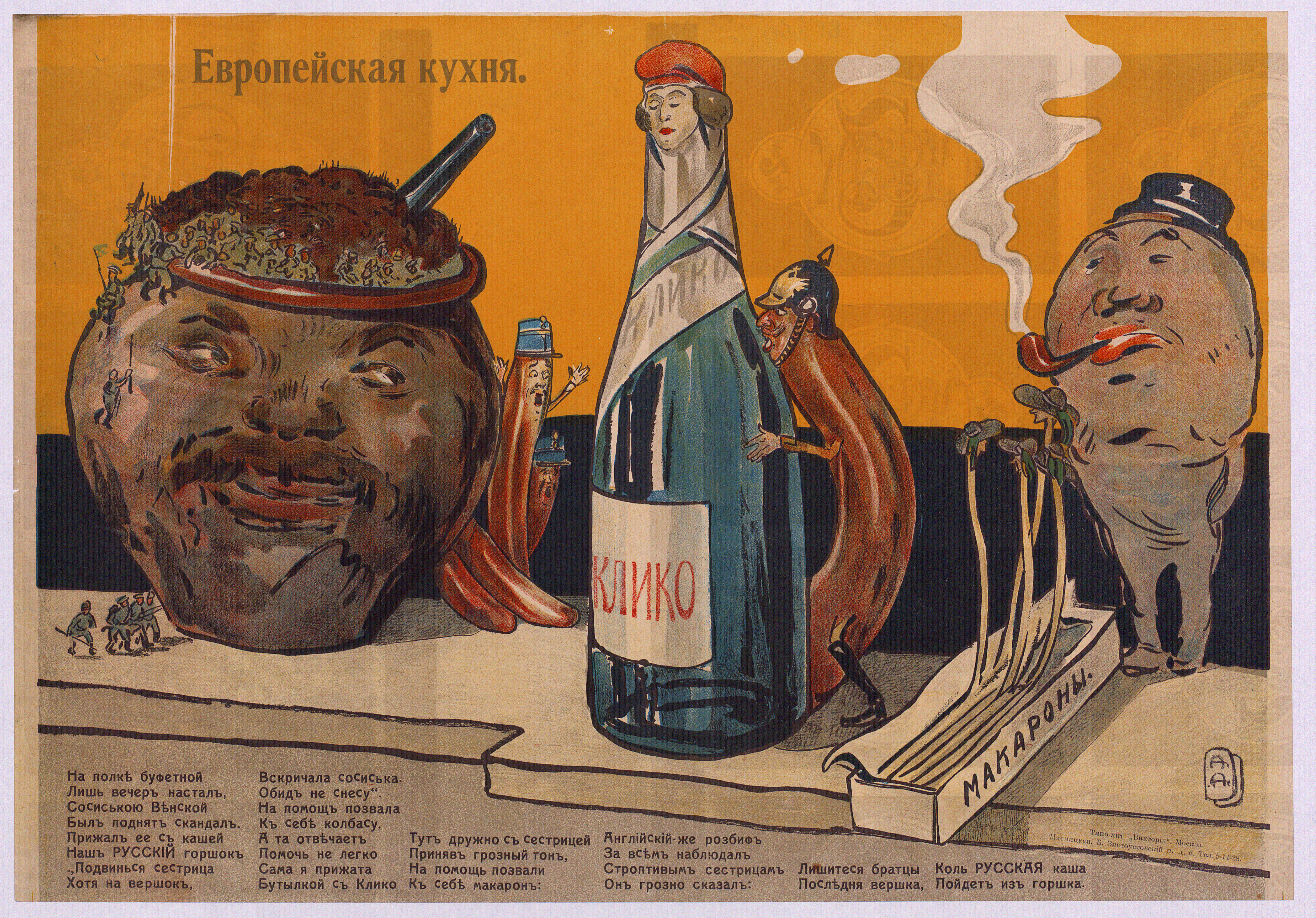
Alexander Apsit (1880–1943), satirisches Propagandaplakat über die europäischen Länder
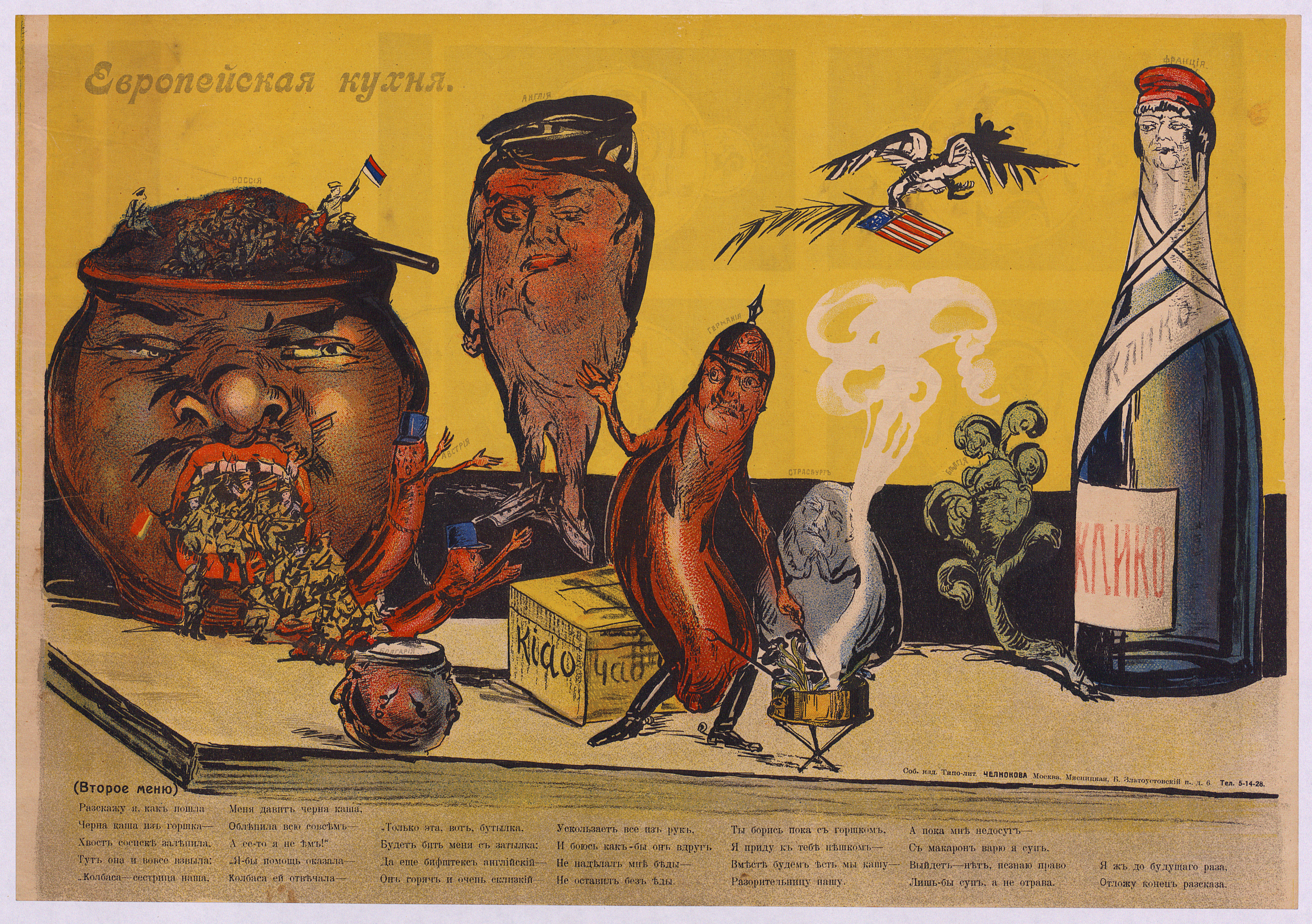
Alexander Apsit (1880–1943), satirisches Propagandaplakat über die europäischen Länder

## Geschichte
Lubokdarstellungen wurden in der letzten Hälfte des 17. Jahrhunderts in Russland zu einem beliebten Genre der Volkskunst. Die ersten Lubki entstanden um 1625 in der Ukraine. Die Anfänge des Luboks prägten Anregungen aus norddeutschen Hansestädten sowie holländische, italienische und französische Holzschnitte und Radierungen aus den ersten Jahrzehnten des 15. Jahrhunderts. Ursprünglich diente der Lubok nur der Ausschmückung der Zaren- und Adelspaläste sowie als „Lehr- und Anschauungsmaterial.“ Seine wachsende Popularität in Russland entstand aus der Möglichkeit, mit dieser neuen Technik kostengünstig und relativ einfach Duplikate zu drucken. Die Lubokblätter wurden auf Jahrmärkten, Basaren und Marktplätzen von Bürgern aus den unteren und mittleren Schichten gekauft. Diese Art der Kunst war in breiten Bevölkerungsschichten sehr beliebt, weil die Lubki eine preiswerte Gelegenheit darstellten, Kunstwerke für die Dekoration in Häusern und Gaststätten zu erwerben.

### Lubki im Vaterländischen Krieg gegen Napoleon
Die Satire spielte eine wichtige Rolle in den russischen Lubki aus der Zeit des Vaterländischen Krieges. Lubki über die Rostoptschin-Affäre gelten als Prototyp des politischen Plakats.
Lubokblätter wurden genutzt, um Napoleon auf satirische Art und Weise zu porträtieren, während die russischen Bauern als Helden des Krieges dargestellt wurden. Diese Darstellungen sollten die russische Bevölkerung für ihren Kampf gegen die französischen Truppen motivieren, indem man versuchte, „… russische nationale Identität in der napoleonischen Ära neu zu definieren.“
Die Lubki waren für die Russen eine Möglichkeit, den französischen Feind zu verspotten und gleichzeitig das „Russentum“ Russlands zu demonstrieren. „Diese Kriegslubki verhöhnten Napoleon und stellten die französische Kultur als entartet dar“. Die Lubki wurden ein Mittel zur Stärkung des Glaubens an den Sieg über die französischen Invasoren und zur Darstellung der schrecklichen Zerstörungen, die Napoleon und seine Armee in Russland verursacht hatten. Um den Siegeswillen der Russen zu stärken, zeigten die Lubki, „dass die Erfahrungen der Invasion und des anschließenden russischen Winters Napoleon und seine Truppen entmutigt hatten und illustrierten dies durch die Darstellung der Unterlegenheit der französischen Offiziere und Soldaten in der Konfrontation mit Bauern, Bäuerinnen und Kosaken“. Alle diese verschiedenen Darstellungen russischer Helden halfen den Glauben an die russische Identität zu stärken und zu verbreiten.
1850 verbot die zaristische Zensur den Vertrieb von Volksbilderbögen und deren weitere Vervielfältigung. Es folgte eine Anordnung zur Vernichtung von Kupferstichplatten und 1851 der Erlass zum Sammeln und Zerstören aller alten unzensierten Lubki sowie das Verbot des Drucks und Vertriebs von Liedern und Scherzreimen auf Lubokbögen.

### Lubki im Russisch-Japanischen Krieg

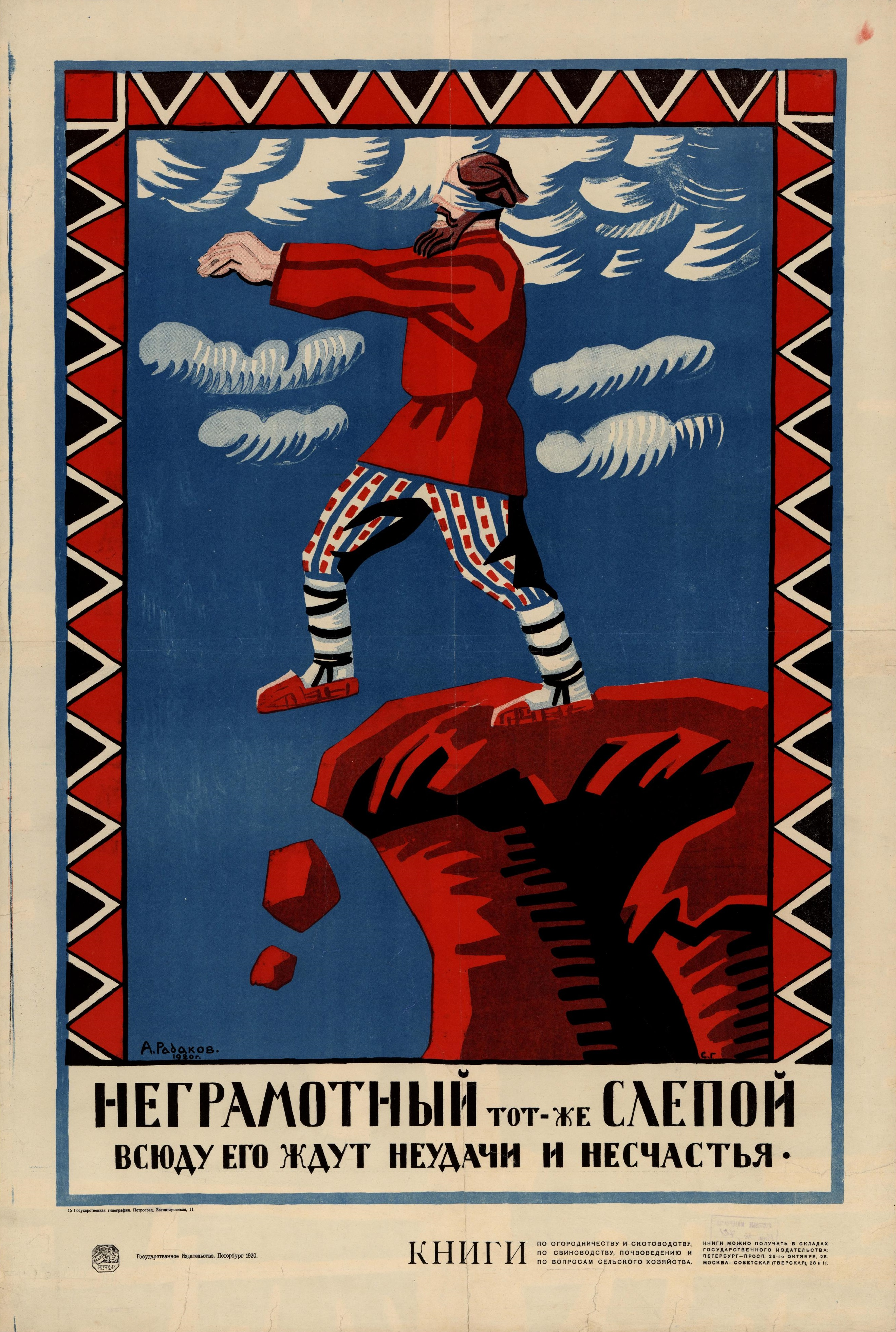
Rosta-Fenster von Alexei Radakow: „Der Analphabet ist wie ein Blinder. Überall erwarten ihn Unglück und Misserfolg.“

Der Russisch-Japanische Krieg von 1904 bis 1905 begann am 8. Februar 1904 in Port Arthur mit einem Überraschungsangriff der japanischen Marine. Zu dieser Zeit war Russland eine europäische Großmacht mit einer breiten industriellen Basis und einer regulären Armee von 1,1 Millionen Soldaten. Japan, mit geringen natürlichen Ressourcen und wenig Schwerindustrie ausgestattet, hatte nur eine Armee von 200.000 Mann. Aufgrund des erheblichen Ungleichgewichts des militärischen Kräfteverhältnisses war Russland sicher davon ausgegangen, dass es die Oberhand in diesem Krieg behalten würde.
Lubki karikierten mit Bildern wie „ein Kosak verhaut einen japanischen Offizier, und ein russischer Seemann schlägt einem japanischen Seemann in das Gesicht“ die Selbstüberschätzung der russischen Militärs, weil es die Zensurgesetze zu dieser Zeit nicht erlaubten, satirische Zeitschriften herauszugeben.
Diese Lubokbogen wurden in Moskau und St. Petersburg anonym hergestellt und begleiteten kommentierend den größten Teil des Russisch-Japanischen Krieges.
Auch wegen der russischen Überheblichkeit „waren die japanische Generäle während der Schlacht in der Lage, die Handlungen ihres Gegners vorherzusehen und einzuschätzen, wie er unter bestimmten Umständen reagieren würde. Dieses Wissen befähigte sie, ihm eine Falle zu stellen und einen zahlenmäßig überlegenen Feind zu besiegen“. Nach der Kapitulation von Port Arthur im Januar 1905 zeichnete sich die Niederlage Russlands ab. Die russische Regierung stoppte mit ihren Zensurgesetzen die Herstellung weiterer satirischer Lubki. Insgesamt wurden 1904 bis 1905 rund 300 Lubki geschaffen.

### Plakatkunst in der Sowjetunion
Während des Ersten Weltkriegs lebte die Tradition des Lubok in modernisierter Form wieder auf. Nach der Oktoberrevolution spielten die Lubki wegen ihrer Ausrichtung auf soziale Unterschichten eine bedeutende Rolle für die revolutionäre Agitation. In der Zeit unmittelbar nach der Revolution wurden besonders in der russischen Provinz viele Losungen, Appelle und Plakate von Laienkünstlern im Stil der Lubki gemalt. Bei der Etablierung der allgegenwärtigen Propaganda in der Sowjetunion konnten sich die Kommunisten auf die in den vergangenen Jahrhunderten gewachsene visuelle Kultur des Luboks stützen. Die als Rosta-Fenster bekannten sowjetischen Propaganda-Plakate, die von der Telegrafen-Agentur ROSTA, später Nachrichtenagentur TASS, zu politischen, militärischen und wirtschaftlichen Themen herausgegeben wurden, standen in dieser Tradition.

## Volksglaube und Volksfeste

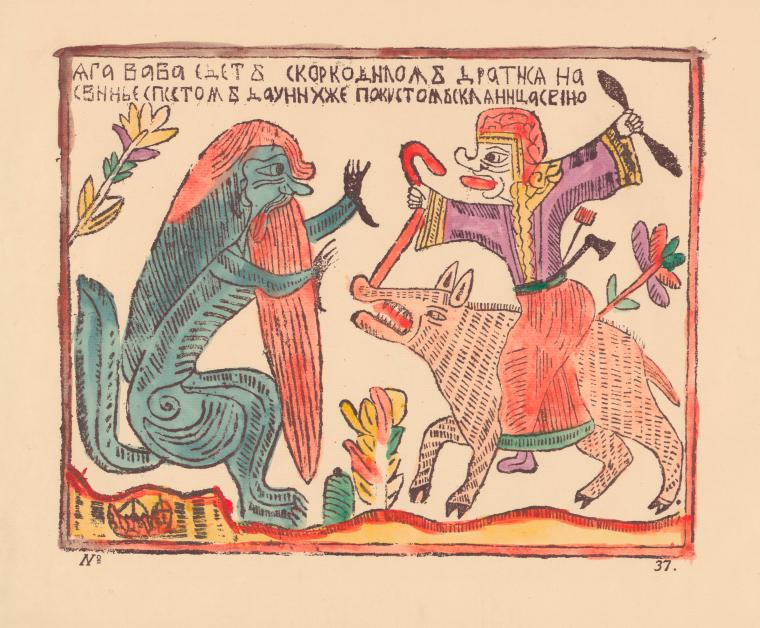
Die Baba Jaga (auf einem Schwein reitend) in einem Handgemenge mit dem Krokodil

Ein verbreitetes Thema der Lubki sind der Volksglaube und andere religiöse Vorstellungen. Einige der Holzschnitte beziehen sich auf Zauberei und schaffen Verbindungen zur heidnischen Kosmologie. Bestimmte Lubki stellen Szenen des Jüngsten Gerichts und die Unterwelt dar. Wölfe, Pferde, Rentiere und andere Tiere gelten in den Holzschnitten als Helfer der Zauberer.
Ein weiteres Thema der Lubki ist die Darstellung des Kampfes der Baba Jaga gegen die reptilienartige Hüterin der Unterwelt. Die Baba Jaga ist in aufwendige Kostüme mit Stickereien gekleidet und wird manchmal als gute und manchmal als böse Figur gezeigt. Sie wird auch häufig beim Reiten auf einem Schwein dargestellt. Schweinereiten war ein wesentlicher Bestandteil der Masleniza (Russischer Karneval vor der Fastenzeit). Auf anderen Lubki eröffnet eine Personifizierung der Masleniza auf einem Schwein reitend die Feierlichkeiten zur Fastenwoche in Moskau mit einem Einzug in die Stadt. Es gibt aber auch einen Lubok, der einen Eingang in die Unterwelt zeigt, der durch den – als Schweineschnauze verformten – Mund der Baba Jaga führt.

## Rezeption

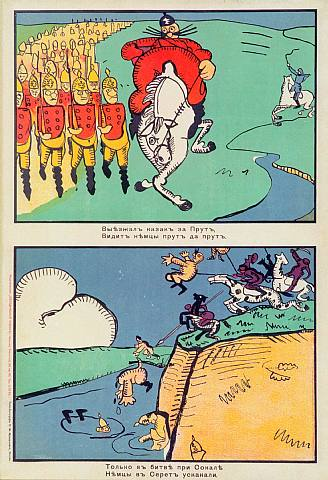
Lubok Heute, 1914, Galerie Gmurzynska, Köln. Patriotischer Lubok nach Kriegsausbruch. Die Texte werden Wladimir Majakowski zugeschrieben

Der Lubok war ein Volksbilderbogen, weil er für das Volk gemacht wurde und sich am Geschmack des Volkes orientierte. Er wurde jedoch nicht von der Dorfkultur selbst herausgebildet. Die Lubki als Zeugnisse der Volkskultur stellten Bindeglieder zwischen Stadt und Land dar. Das Werk vieler Künstler der Russischen Avantgarde des frühen 20. Jahrhunderts wurde von den Lubki beeinflusst. Die Bilderbogen lieferten Anregungen für die Arbeiten von Natalija Gontscharowa, Michail Larionow und Kasimir Malewitsch, den Vertreter des russischen Neoprimitivismus. Künstler wie Kandinsky, Chagall und El Lissitzky ließen sich von den Motiven der Bilderbogen und ihrer leuchtenden Farbigkeit inspirieren.

„Mir war, als stiege ich zum Himmel auf durch die Birken, den Schnee, die Rauchwolken, mit diesen dicken Weibern, diesen bärtigen Bauern, die sich ununterbrochen bekreuzigen.“

Lenin wollte die populären Lubki, die er verachtete, durch billige Reproduktionen klassischer Kunstwerke ersetzen lassen. Die politischen Plakate von Künstlern wie Wladimir Majakowski und Alexander Apsit, der als Begründer der sowjetischen Plakatkunst gilt, standen jedoch stark unter dem Einfluss der Lubki. So verwendete Apsit auf seinem frühen Plakat „Ein Jahr proletarischer Diktatur“ zur Darstellung des Kapitalismus das Motiv eines schlangenartigen Ungeheuers, das im Lubok traditionell die Gefahren das Alkoholismus darstellte.
Die Lubki weisen mit den Bildern und dem erläuternden Text Merkmale des modernen Comics auf, doch fehlt eine durchgehende Handlung.
Lackminiaturen aus Fedoskino und andere russische Lackminiaturen hatten und haben häufig Bildmotive im Lubok-Stil.